# 胁田代喜美
胁田代喜美（日语：／ Wakitashiro Kimi，1950年11月4日—），日本女子篮球运动员。她曾随日本国家队参加了1976年夏季奥林匹克运动会女子篮球比赛，最终队伍获得第五名。